# Thinocoridae
Thinocoridae é uma família de pequenas aves gregárias sul-americanas que se adaptaram a uma dieta herbívora. Tradicionalmente, pertence à ordem Charadriiformes (embora a  taxonomia de Sibley-Ahlquist a  inclua na ordem Ciconiiformes).
São semelhantes aos pardais, em termos de estrutura e forma do bico e possuem patas  curtas e asas longas.
- Commons
- Wikispecies